# Plancy-l’Abbaye
Plancy-l’Abbaye – miejscowość i gmina we Francji, w regionie Grand Est, w departamencie Aube.
Według danych na rok 1990 gminę zamieszkiwało 957 osób, a gęstość zaludnienia wynosiła 23 osoby/km².